# Asterohyptis stellulata
Asterohyptis stellulata là một loài thực vật có hoa trong họ Hoa môi. Loài này được (Benth.) Epling mô tả khoa học đầu tiên năm 1933 publ. 1932.